# Dmitri Kramarenko (Eishockeyspieler)
Dmitri Alexandrowitsch Kramarenko (russisch Дмитрий Александрович Крамаренко; * 22. Juli 1979 in Qaraghandy, Kasachische SSR) ist ein ehemaliger kasachischer Eishockeyspieler und derzeitiger -trainer. 

## Karriere
Dmitri Kramarenko begann seine Karriere 1995 in der dritten russischen Liga bei der zweiten Mannschaft des HK Lada Toljatti. Weitere Stationen waren kasachische Teams HK Irtysch Pawlodar, Jenbek Almaty, Kasachmys Satpajew und Barys Astana. Bei kasachischen Verein HK Sary-Arka Karaganda stand Kramarenko im Jahre 2008 unter Vertrag. Im September 2010 übernahm er den Cheftrainerposten beim Team aus Karaganda. Nach nur einem Monat im Amt wurde Kramarenko vom russischen Spezialisten Gennadi Zygurow abgelöst.